# Lim Jin-suk
Lim Jin-Suk (16 de maio de 1968), é um ex-handebolista sul-coreano, medalhista de prata nas Olimpíadas de 1988.
Lim Jin-Suk jogou seis partidas anotando dois gols